# Chiesa cattolica in Palestina
La Chiesa cattolica in Palestina è parte della Chiesa cattolica in comunione con il vescovo di Roma, il papa.

## Storia
Terra di origine di Gesù, la Terra santa fu il primo luogo in cui si sviluppò il cristianesimo.

## Situazione
Nei territori palestinesi vivono oltre 80.000 cattolici, concentrati soprattutto nell'agglomerazione fra Ramallah e Betlemme, comprese le periferie della Cisgiordania e di Gerusalemme. I fedeli sono per lo più di rito latino, ma c'è anche una piccola comunità di rito melchita.
In conseguenza della forte instabilità esistente nella regione, causata dagli scontri tra musulmani e Stato d'Israele, i cristiani in Cisgiordania e a Gaza sono scesi, rispetto al 1948, dal 20% al 2% della popolazione.
Nei vent'anni intercorsi tra il 1990 e il 2010 i cristiani di Betlemme, la città della basilica della Natività, che un tempo erano la grande maggioranza degli abitanti, si sono ridotti a meno del 12%. Per legge la carica di sindaco di Betlemme spetta ancora a un cristiano. Ma il potere del sindaco è fortemente diminuito dal 2005, quando il partito islamico di Hamas è diventato il primo partito della regione.

## Organizzazione ecclesiastica

### Diocesi
- Chiesa di rito latino
  - Patriarcato latino di Gerusalemme
- Chiesa melchita
  - Arcieparchia di Gerusalemme[2]
  - Arcieparchia di Akka (Akka, Tolemaide)

### Esarcati patriarcali
- Chiesa armeno-cattolica
  - Esarcato patriarcale di Gerusalemme e Amman
- Chiesa maronita
  - Esarcato patriarcale di Gerusalemme e Palestina
- Chiesa cattolica sira
  - Esarcato patriarcale di Gerusalemme

### Ordini religiosi
- Custodia di Terra Santa
- Ordine equestre del Santo Sepolcro di Gerusalemme

## Delegazione apostolica
L'11 febbraio 1948, con il breve Supremi Pastoris, papa Pio XII eresse la delegazione apostolica di Palestina, Transgiordania e Cipro. Dopo l'accordo fondamentale con Israele, la Santa Sede stabilì relazioni diplomatiche bilaterali con i Paesi della regione: papa Giovanni Paolo II il 6 aprile 1994 istituì la nunziatura apostolica in Giordania come rappresentanza autonoma, per il territorio della sola Transgiordania, affidandola al nunzio in Iraq, e il successivo 15 giugno la nunziatura apostolica in Israele, ponendo come nunzio il delegato in Palestina. Pertanto, attualmente la delegazione apostolica di Gerusalemme e Palestina interessa solo i territori di Gerusalemme, Cisgiordania e Striscia di Gaza. La residenza del delegato apostolico è a Gerusalemme. Dal 1973 al 2023 il delegato apostolico è stato anche nunzio apostolico a Cipro. 

### Delegati apostolici
- Gustavo Testa † (11 febbraio 1948 - 6 marzo 1953 nominato nunzio apostolico in Svizzera)
- Silvio Angelo Pio Oddi † (30 luglio 1953 - 11 gennaio 1957 nominato internunzio apostolico in Egitto)
- Giuseppe Maria Sensi † (14 gennaio 1957 - 10 maggio 1962 nominato nunzio apostolico in Irlanda)
- Lino Zanini † (30 maggio 1962 - 4 gennaio 1966 nominato pro-nunzio apostolico in Egitto)
- Augustin-Joseph Antoine Sépinski, O.F.M. † (2 ottobre 1965 - 5 maggio 1969 nominato nunzio apostolico in Uruguay)
- Pio Laghi † (24 maggio 1969 - 27 aprile 1974 nominato nunzio apostolico in Argentina)
- William Aquin Carew † (10 maggio 1974 - 30 agosto 1983 nominato pro-nunzio apostolico in Giappone)
- Carlo Curis † (4 febbraio 1984 - 28 marzo 1990 nominato pro-nunzio apostolico in Canada)
- Andrea Cordero Lanza di Montezemolo † (28 aprile 1990 - 7 marzo 1998 nominato nunzio apostolico in Italia e a San Marino)
- Pietro Sambi † (6 giugno 1998 - 17 dicembre 2005 nominato nunzio apostolico negli Stati Uniti d'America e osservatore permanente della Santa Sede presso l'Organizzazione degli Stati Americani)
- Antonio Franco (21 gennaio 2006 - 18 agosto 2012 ritirato)
- Giuseppe Lazzarotto (18 agosto 2012 - 28 agosto 2017 ritirato)
- Leopoldo Girelli (13 settembre 2017 - 13 marzo 2021 nominato nunzio apostolico in India)
- Adolfo Tito Yllana, dal 3 giugno 2021

## Assemblea degli ordinari
I vescovi locali fanno parte dell'Assemblea degli ordinari cattolici della Terra Santa (Assemblée des Ordinaires Catholiques de Terre Sainte, AOCTS), che riunisce gli ordinari di rito latino e di rito orientale di Palestina, Israele, Giordania e Cipro.